# BVIFA National Football League
La BVIFA National Football League è la massima competizione calcistica delle Isole Vergini Britanniche. La competizione è stata fondata nel 2009 dopo la fusione tra la Tortola League e la Virgin Gorda League.
Nel 2012 si è deciso di dividere le squadre in due gruppi, basati sulla posizione alla fine della stagione 2011-2012.
La maggior parte delle partite sono disputate allo stadio nazionale, il A.O. Shirley Recreation Ground, situato a Road Town, Tortola. Le partite si giocando anche sull'isola di Virgin Gorda.

## Squadre
Stagione 2024-2025.
- Islanders
- Lion Heart
- Old Madrid
- One Love Utd
- Panthers
- Rebels
- Sea Argo
- Sugar Boys
- VG United
- Wolues

## Albo d'oro
- 2009–2010:  Islanders (1)
- 2010–2011:  Islanders (2)
- 2011–2012:  Islanders (3)
- 2012–2013:  Islanders (4)[2]
- 2013–2014:  Islanders (5)
- 2014–2015:  Islanders (9-a-side) (6)
- 2015–2016:  Sugar Boys (9-a-side) (1)
- 2016–2017:  Islanders (7)
- 2018:  One Love Utd (1)
- 2019–2020:  Islanders (8)
- 2021:  Sugar Boys (2)
- 2021-2022:  Sugar Boys (3)
- 2022-2023:  One Love Utd (2)
- 2023-2024:  Wolues (1)
- 2024-2025:  VG United (1)

## Titoli per squadra
| Club         | Titoli | Anni                                           |
| ------------ | ------ | ---------------------------------------------- |
| Islanders    | 8      | 2010, 2011, 2012, 2013, 2014, 2015, 2017, 2020 |
| Sugar Boys   | 3      | 2016, 2021, 2022                               |
| One Love Utd | 2      | 2018, 2023                                     |
| Wolues       | 1      | 2024                                           |
| VG United    | 1      | 2025                                           |